# Ceutorhynchus dubius
Ceutorhynchus dubius är en skalbaggsart som beskrevs av Brisout de Barneville 1883. Ceutorhynchus dubius ingår i släktet Ceutorhynchus, och familjen vivlar. Arten har ej påträffats i Sverige.